# Sposobny

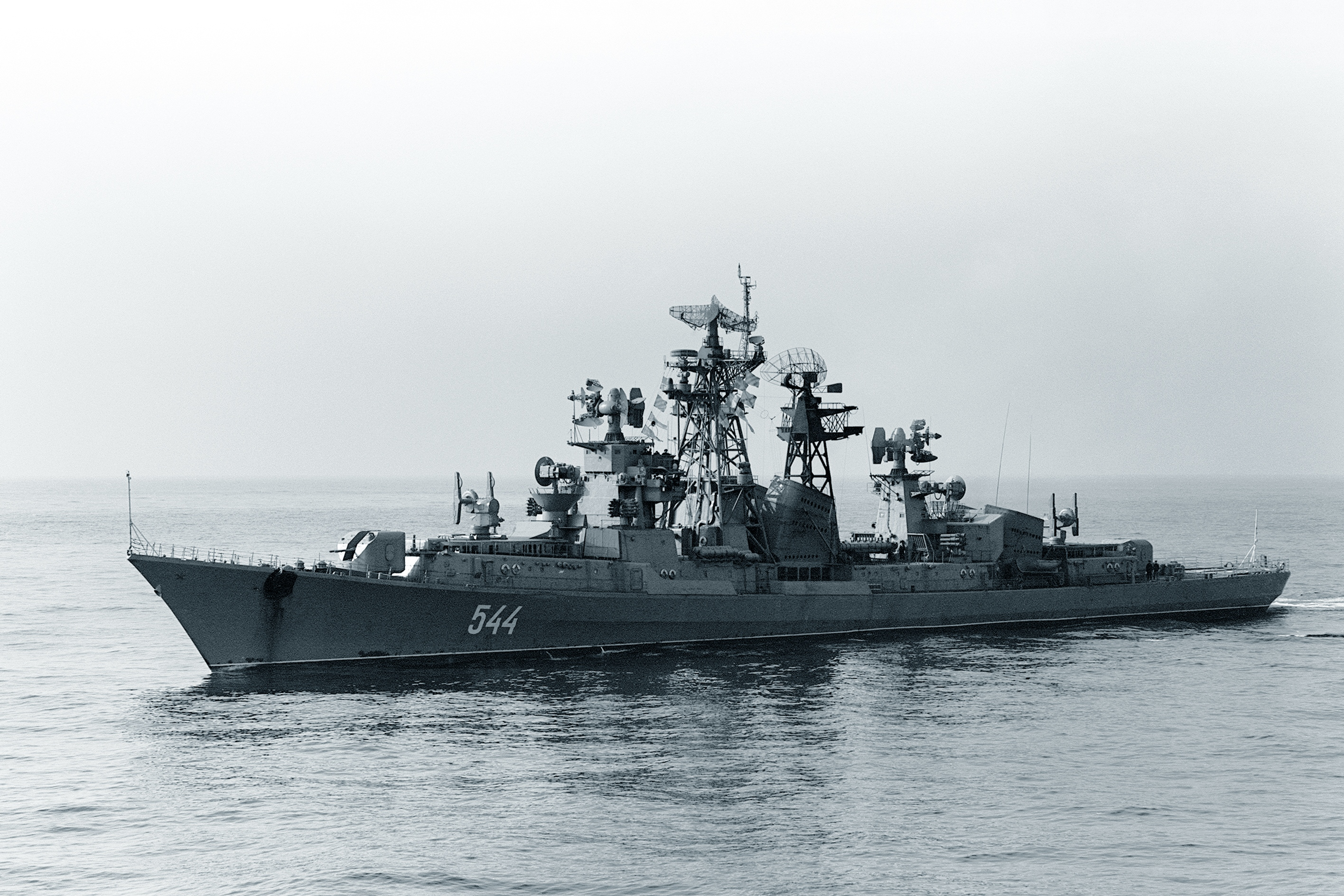
Le destroyer Sposobny dans la mer du Japon en 1982.

Sposobny (en russe : Способный, « Capable ») est un destroyer de la marine soviétique de classe Kashine, qui a fait partie de la marine russe ; le bâtiment a servi durant la Guerre froide de 1971 à 1989.

## Histoire
Construit dans le chantier naval de Mykolaïv à Mykolaïv en Ukraine avec le numéro de série 1713, le destroyer a été mis en chantier le 10 mars 1969, lancé le 11 avril 1970 et achevé le 25 septembre 1971 ; Sposobny a été ajouté à la liste des navires de guerre le 25 avril 1970. 
Il a servi dans la flotte du Pacifique durant tout son service, opérant parfois dans l'Océan Indien et dans le Pacifique pour assurer la présence russe. Le Sposobny est déployé dans l'Océan Indien et dans le Pacifique en 1973-1974 puis en 1983 et 1985 et finalement pour un déplacement officiel à Vancouver au Canada. Il a prêté également assistance aux troupes vietnamiennes durant la guerre sino-vietnamienne de 1979. Envoyé en 1987 dans le port de Sébastopol (Ukraine) pour une rénovation, qui ne sera jamais terminée à cause de la chute de l'Union Soviétique, il est transféré dans la Marine russe malgré une tentative des forces ukrainiennes d'en prendre le contrôle. À cause des coûts trop élevés d'entretien, le destroyer est placé en retraite en 1993 avant d'être démantelé deux ans plus tard.

## Conception
Le Sposobny fait partie de la deuxième série de sa classe de vingt destroyers soviétiques désignés par Projet 61 Berkut A (et dénommés par l'OTAN classe Kashine). La classe a été construite pour remplacer les destroyers de classe Kotlin et les frégates de classe Riga qui avaient été rendus obsolètes par l'arrivée des missiles guidés. Elle a été conçue pour défendre les grands navires de guerre et les transports contre les avions volant à basse altitude, les missiles de croisière et les sous-marins, bien que le rôle anti-sous-marin soit finalement devenu secondaire par rapport à sa mission de défense aérienne,.
Il s'agit de la première classe de navires de guerre soviétiques conçus pour survivre à une explosion nucléaire et, par conséquent, le poste de commande principal du navire se trouvait sur le pont inférieur, au plus profond de la coque, séparé du pont fermé.
Les destroyers de la classe Kashine mesuraient 144 mètres de long pour une largeur de 15,8 mètres et avait un tirant d'eau de 4,46 mètres. Le Sposobny déplaçait 3 440 tonnes en charge standard et 4 290 tonnes à pleine charge. Son équipage comptait 266 personnes. Le navire était équipé d'un héliport à l'arrière pour transporter un seul hélicoptère.
Sposobny était propulsé par deux moteurs combinés diesel et gaz alimentés par quatre turbines à gaz lui donnant une vitesse maximale de 34 nœuds (63 km/h). Il avait un rayon d'action de 3 500 milles marins (6 500 km) à 18 nœuds (33 km/h) et de 2 000 milles marins (3 700 km) à 30 nœuds (56 km/h),.

### Armement
Pour son rôle de défense aérienne, il était équipé de deux doubles lanceurs avec seize missiles 4K90 chacun pour le système de missiles sol-air. Deux canons doubles AK-726 de 76,2 mm le protégeaient contre les menaces aériennes et de surface. Il était également équipé de deux lance-roquettes anti-sous-marins RBU-6000 à 12 barils et de deux lance-roquettes RBU-1000 à 6 barils, ainsi que d'un montage quintuple pour torpilles,.